# 郁侃
郁侃（1468年—？），字希正，直隸松江府上海縣人，民籍，明朝政治人物。

## 生平
弘治十四年（1501年）辛酉科應天鄉試第十七名舉人，十五年（1502年）中式壬戌科會試第三名，三甲第一百九十名進士。授行人司行人，正德三年（1508年）七月選授浙江道試御史，五年（1510年）三月吏部考察，謫安吉州判官，八年（1513年）升開州知州，嘉靖元年（1522年）升潮州府知府。

## 家族
曾祖郁愷；祖父郁蒙；父郁瓊，母周氏。慈侍下。兄倫、儒、僑。